# Tachycineta
Tachycineta és un dels gèneres d'ocells, de la família dels hirundínids (Hirundinidae).

## Llistat d'espècies
Segons la classificació del Congrés Ornitològic Internacional (versió 13.2, 2023), aquest gènere conté 9 espècies:
- Tachycineta bicolor - oreneta bicolor.
- Tachycineta albilinea - oreneta de manglar.
- Tachycineta stolzmanni - oreneta de Tumbes.
- Tachycineta albiventer - oreneta alablanca.
- Tachycineta leucorrhoa - oreneta cellablanca.
- Tachycineta leucopyga - oreneta de Xile.
- Tachycineta euchrysea - oreneta daurada.
- Tachycineta thalassina - oreneta carablanca.
- Tachycineta cyaneoviridis - oreneta de les Bahames.